# 木梨芳一
木梨 芳一（きなし よしいち、1934年12月8日 - 2004年11月12日）は、日本の経営者。北海道文化放送社長、会長を務めた。

## 来歴・人物
北海道帯広市出身。1957年に小樽商科大学を卒業し、同年に北海道新聞社に入社。1991年1月に取締役、1995年1月に常務、1997年11月に専務を経て、1998年6月に北海道文化放送社長に就任。2004年6月に会長に就任。
2004年11月12日に胃癌のために死去。69歳没。